# Rosa sempervirens
Espèce
Classification phylogénétique
Le rosier toujours-vert (Rosa sempervirens) est une espèce de plantes à fleurs de la famille des Rosaceae. C'est un rosier classé dans la section des Synstylae, originaire d'Europe méridionale, d'Afrique du Nord et d'Asie mineure.

## Description
C'est un arbrisseau pouvant atteindre 1,5 mètre de haut, poussant dans les haies ou formant des fourrés. Les formes grimpantes peuvent atteindre 3,5 m de haut.
Les tiges portent des aiguillons peu nombreux, légèrement courbés.
Les feuilles imparipennées ont généralement cinq folioles, parfois sept. Les folioles, ovales lancéolées, luisantes sur leur face supérieure, glabres, à bords serrés, ont de 2 à 5 cm de long. Ces feuilles relativement coriaces, vert sombre, persistent une grande partie de l'hiver.
Les fleurs blanches, simples, légèrement odorantes, de 3 à 5 cm de diamètre, sont regroupées en corymbes peu fournis. Elles fleurissent au printemps et en début d'été de mai à juillet.
Les fruits, globuleux ou ovoïdes, rouge orangé à maturité, font environ 1 cm de long.

## Historique
Il a été introduit en culture en Angleterre en 1629, mais il se peut que ce soit le coroniola de Pline l'Ancien, donc une rose déjà cultivée par les Romains.

## Hybrides
- Entre 1825 et 1830, Antoine Jacques, le jardinier-chef du duc d'Orléans (futur Louis-Philippe Ier) obtint une quarantaine de nouveaux rosiers en hybridant Rosa sempervirens et certains sont encore cultivés :
  - 'Félicité et Perpétue', au feuillage dense et à nombreuses petites fleurs blanches à quartiers parfumées,
  - 'Adélaïde d'Orléans' à petites fleurs roses, puis blanches, doubles et parfumées,
  - 'Princesse Louise', à fleurs blanches légèrement nuancées de rose,
  - 'Princesse Marie', à fleurs rose carné,
- 'Spectabilis', aux fleurs plus grandes, roses teintées de lilas,
- 'Little White Pet', un sport buissonnant de 'Félicité et Perpétue', obtenu par Handerson, haut de 60 cm, aux fleurs en bouquets de pompons, constamment de juin à octobre[1].

## Écologie
Généralement buissonnante, elle prend une forme lianescente dans les forêts alluviales méditerranéennes.

## Galerie

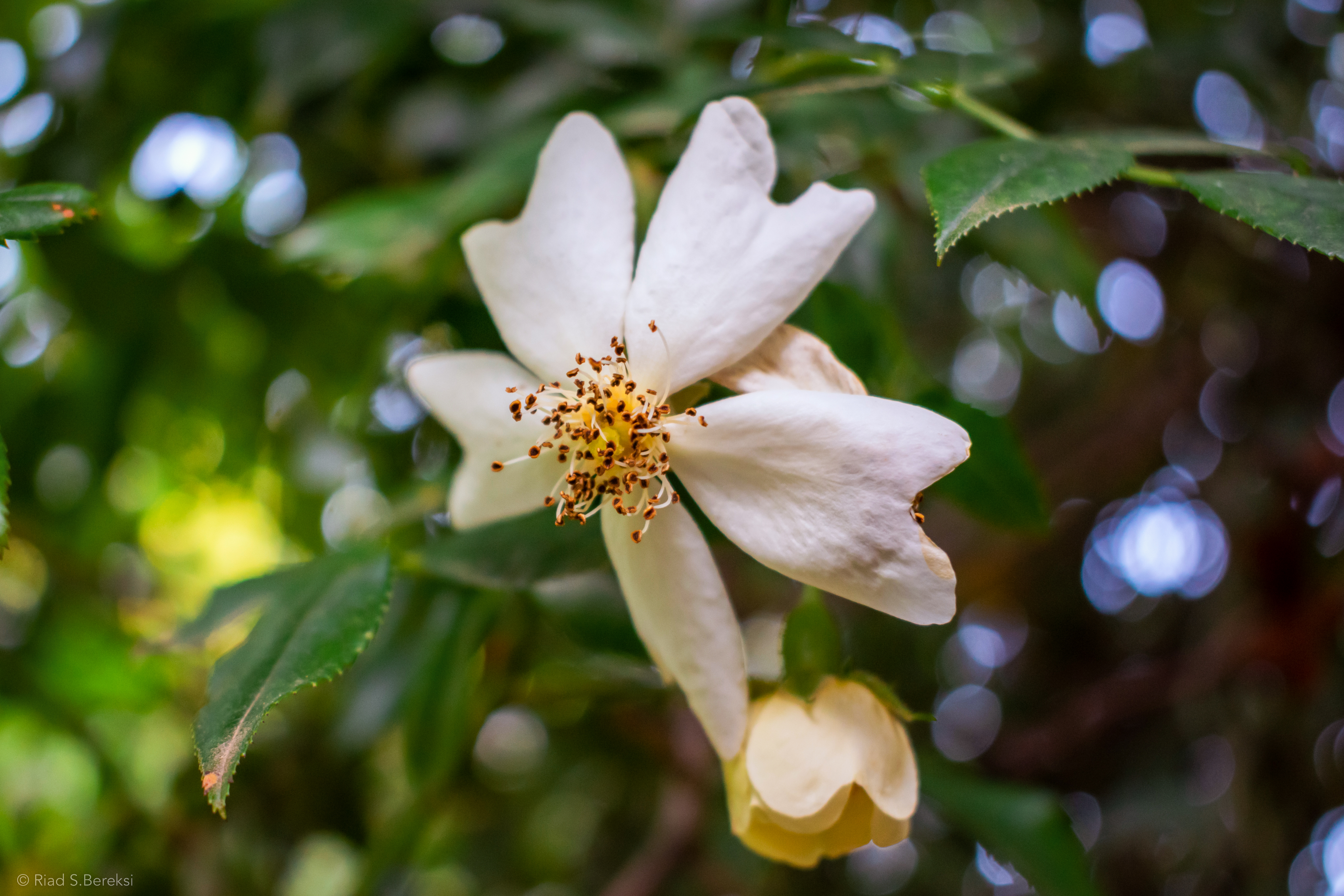
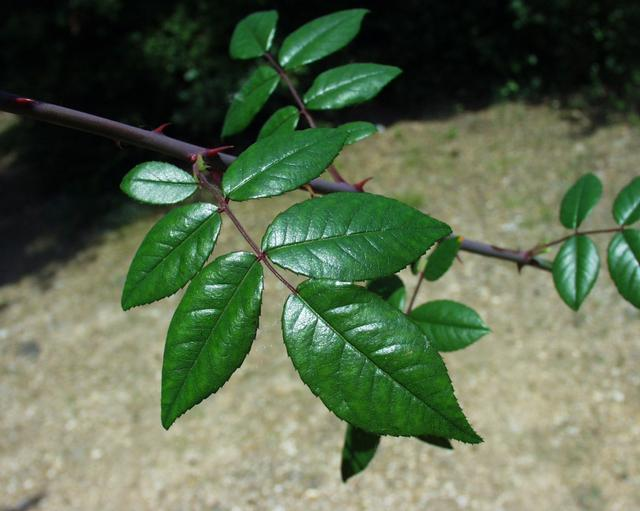
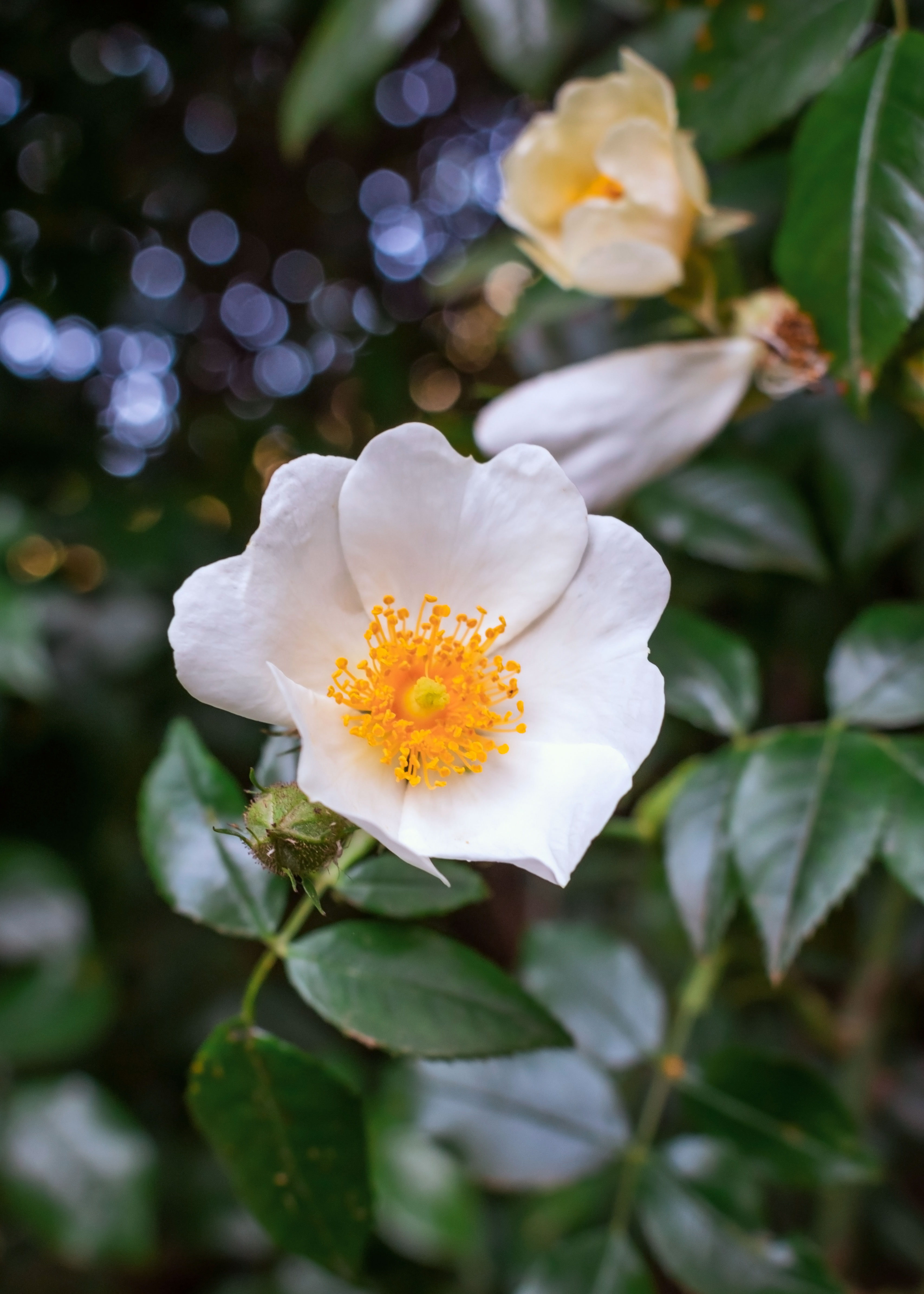
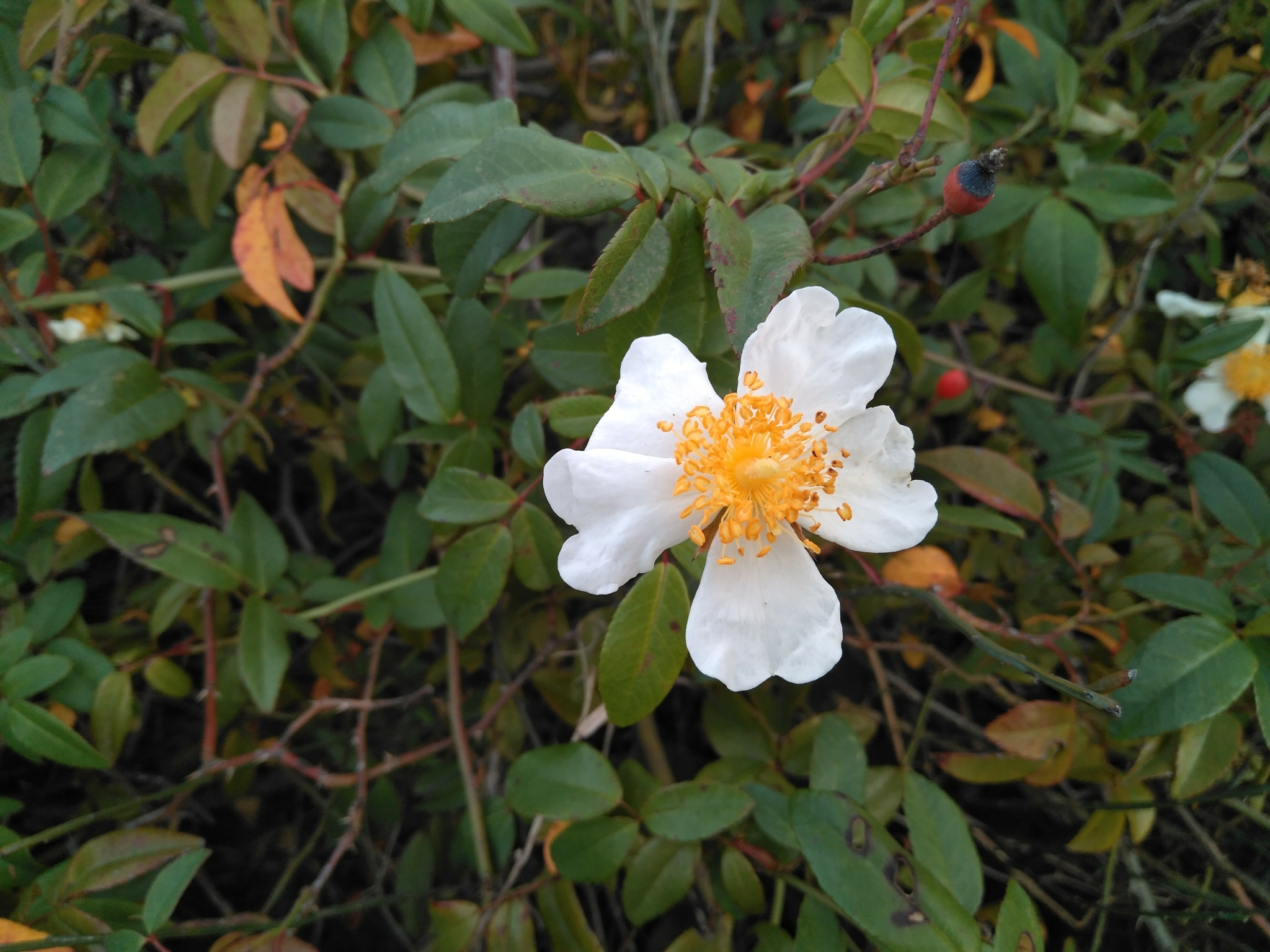